# Stechiometria

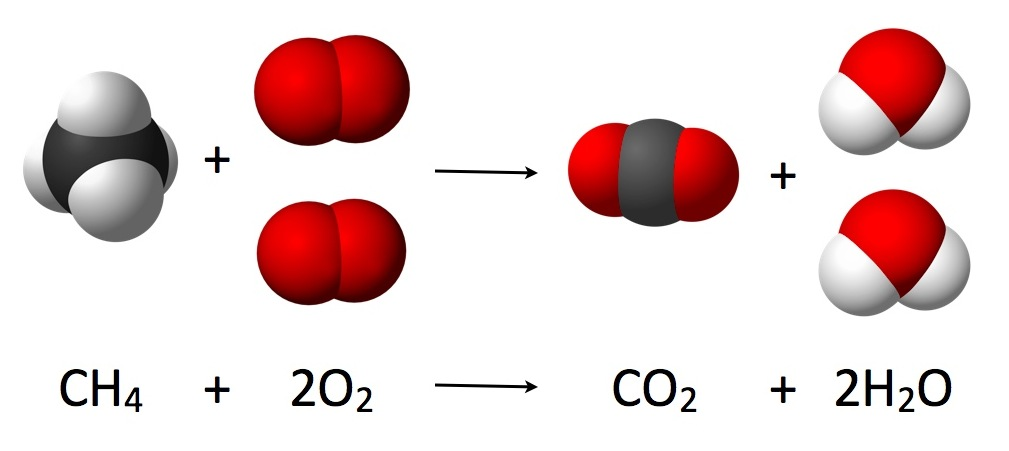
Un diagramma stechiometrico della reazione di combustione del metano.

La stechiometria (greco στοιχεῖον (stoichéion) "elemento" e μέτρον (métron) "misura") è la branca della chimica che studia i rapporti quantitativi (rapporti ponderali) delle sostanze chimiche nelle reazioni chimiche.
La stechiometria di reazione indica in che rapporti due o più sostanze reagiscono tra di loro.
Essa viene rappresentata attraverso coefficienti, detti appunto  coefficienti stechiometrici, i quali esprimono i rapporti molari con cui le sostanze coinvolte nella reazione reagiscono.
Il calcolo stechiometrico permette di determinare matematicamente le quantità di reagenti e prodotti coinvolti in una reazione chimica.
Gli atomi reagiscono tra loro in rapporti esprimibili con numeri naturali, anche se per comodità talvolta vengono usati coefficienti frazionari; comunque dato che cambiando i coefficienti cambia anche la costante di equilibrio, una reazione è bilanciata correttamente solo con coefficienti interi.
I coefficienti stechiometrici vengono posti prima di ogni specie chimica che partecipa alla reazione. In assenza di coefficiente si presuppone che il numero sia 1.

## Procedura per risolvere i calcoli stechiometrici
1. Bilanciare la reazione chimica data o verificare che essa sia già bilanciata. Una reazione chimica è bilanciata quando i coefficienti stechiometrici assegnati ad ogni specie chimica coinvolta nella reazione fanno sì che ci sia un'esatta corrispondenza tra il numero totale di atomi di ogni elemento nei reagenti e nei prodotti.
2. Calcolare la massa molecolare relativa della sostanza di cui si conosce la massa e di quella la cui massa è incognita.
3. Calcolare il numero di moli effettive della sostanza di cui si conosce la massa.
4. Verificare il rapporto tra le moli teoriche della sostanza di cui si conosce la massa e le moli teoriche di quella la cui massa è incognita.
5. Calcolare le moli effettive della sostanza la cui massa è incognita di solito tramite una proporzione.
6. Calcolare la massa incognita.

## Esempi

### Produzione di fosfato di sodio da idrossido di sodio
Ecco un problema di calcolo stechiometrico: data la seguente reazione chimica, calcola la massa di idrossido di sodio che è necessaria per produrre 35 grammi di fosfato di sodio.
{\displaystyle {\ce {NaOH + H3PO4 -> Na3PO4 + H2O}}}
Anzitutto si bilancia la reazione chimica:
{\displaystyle {\ce {(3)NaOH + H3PO4-> Na3PO4 + (3)H2O}}}
Quindi si calcolano i pesi molecolari (M) delle specie chimiche in questione:
MNaOH: 23 + 16 + 1 = 40 g/mol
MNa3PO4: (23 * 3) + 31 + (16 * 4) = 164 g/mol
35 grammi di Na3PO4 corrispondono a 35 g / 164 g/mol = 0,21 mol.
Dai coefficienti stechiometrici si osserva che una mole di fosfato di sodio corrisponde a tre moli di idrossido di sodio, pertanto 0,21 moli di fosfato di sodio corrispondono a 0,21 * 3 = 0,63 moli di idrossido di sodio.
Che a loro volta corrispondono a 0,63 * 40 = 25,2 grammi.

### Combustione del metano
Nella reazione di combustione del metano con ossigeno:
{\displaystyle {\ce {CH4 + 2 O2 -> CO2 + 2 H2O}}}
l'equazione chimica ci informa che qualsiasi quantità di metano e di ossigeno si sia messa a reagire si troverà a reazione terminata che  la quantità in moli di metano reagita sarà la metà della quantità in moli di ossigeno reagita e anche che sarà uguale alla quantità in moli di anidride carbonica prodotta e anche che sarà la metà della quantità in moli di acqua prodotta.
Si noti quindi che, grazie ai coefficienti stechiometrici, è sufficiente conoscere uno qualsiasi dei valori, in moli, di sostanza reagita o prodotta per conoscere agevolmente il valore, in moli, di tutte le altre sostanze reagite o prodotte.
Facendo riferimento a valori semplici: ogni mole di metano (16 grammi) reagisce con due moli di ossigeno (2 × 32 = 64 grammi) formando una mole di anidride carbonica (44 grammi) e due moli di acqua (2 × 18 = 36 grammi).

Si noti che la massa totale reagita (80 g) è uguale alla massa totale prodotta (legge di Lavoisier), casualmente anche il n° di moli reagite (3) è uguale al n° di moli prodotte (3) però in generale per le reazioni chimiche si troverà che la massa sarà sempre conservata mentre il n° di moli potrà aumentare o diminuire. Nelle reazioni chimiche quantitative o totali (non in quelle di equilibrio) la reazione ha termine quando almeno uno dei reagenti si è esaurito di tale reagente si dice che è "in difetto" o che è il reagente limitante, gli altri vengono detti reagenti in eccesso.
I coefficienti stechiometrici di un'equazione chimica forniscono, come visto, i rapporti molari tra reagenti, tra prodotti e tra reagenti e prodotti, mantenendo inalterati tali rapporti si può scrivere correttamente una equazione chimica usando varie combinazioni di numeri come coefficienti stechiometrici per questo motivo possono essere espressi anche in forma frazionaria (o decimale). Per comodità si usano coefficienti interi che permettono di considerare un rapporto semplificato tra molecole.

### Formazione dell'acqua da ossigeno e idrogeno
Ecco un esempio (la reazione della formazione dell'acqua, espressa con coefficienti interi):
{\displaystyle {\ce {2 H2 + O2 -> 2 H2O}}}
oppure con numeri frazionari:
{\displaystyle {\ce {H2 + 1/2 O2 -> H2O}}}
dall'una o dall'altra scrittura ricaviamo l'informazione che le moli di idrogeno reagite saranno il doppio delle moli di ossigeno reagite, che le moli di acqua formate saranno il doppio di quelle di ossigeno reagite, ecc.

### Combustione nei motori termici

Rapporto stechiometrico e prestazioni

Un altro esempio sull'importanza del rapporto stechiometrico lo si ha nella combustione nei motori termici, dove si ha sia una determinata quantità d'aria (comburente) e di combustibile; situazioni differenti da quella ideale possono portare a decadimenti strutturali e/o prestazionali, per questo nelle trasformazioni del motore per poter funzionare con altri combustibili è opportuno rivedere il sistema d'alimentazione.
Nel caso di motori a benzina in condizioni di funzionamento normale il valore ideale è di 14.7:1, i valori limite di funzionamento del motore vanno da 8:1 (miscela estremamente ricca) e 20:1 (miscela estremamente povera), nel caso si verifichi una situazione al di fuori di questo intervallo il motore non riesce a funzionare per eccesso di benzina o di aria, questa situazione è comunque sia analoga a qualsiasi altro carburante, dove il funzionamento è ristretto ad un determinato intervallo, esistono comunque sia dei motori studiati per funzionare con miscele molto magre, questi motori prendono il nome inglese di Lean Burn Engine, arrivando anche a 65:1, grazie alla carica stratificata.

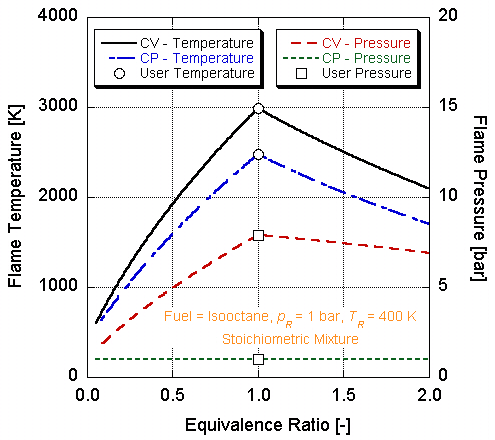
Grafico che mette in correlazione il rapporto stechiometrico con la pressione e temperature sviluppate

Il rapporto stechiometrico influisce molto anche sulla pressione media effettiva generata dalla combustione (a cui è legata la coppia e quindi la potenza erogata dal motore), ma questa relazione tra rapporto stechiometrico e pressione generata viene influenzata anche dalla temperatura di combustione.
A basse temperature di combustione si può infatti notare come un eccesso di combustibile permetta d'ottenere una pressione maggiore, mentre a temperature di combustioni normali (a regime) il migliore rapporto è compreso tra quello stechiometrico e leggermente ricco di combustibile (circa 13:1, quando si richiede la massima potenza); all'allontanarsi da questi valori l'efficienza del motore tende a decadere velocemente, mentre la situazione che permette il migliore risparmio di carburante si ha con un rapporto di 16,5:1.
Nei motori endotermici ad accensione comandata alimentati a benzina, la combustione genera una quantità di calore e pressione con una relazione lineare rispetto al rapporto stechiometrico nell'intervallo tra 11:1 e 14,5:1, questa temperatura generata è necessaria per i sistemi di trattamento dei gas di scarico e l'abbattimento degli inquinanti, temperature che sono dipendenti anche dal carico del motore, il che rende difficile trattare i gas di scarico a bassa andatura in pianura, soprattutto per mezzi ibridi.